# 15 juillet 1995
Le samedi 15 juillet 1995 est le 196e jour de l'année 1995.

## Naissances
- Corentin Jean, footballeur français
- Jorge Vega, gymnaste guatémaltèque
- Luke Kornet, joueur américain de basket-ball
- María Carrasco, chanteuse espagnole
- Matt Grimes, footballeur anglais
- Mauro Manotas Paez, joueur de football colombien
- Nirmala Sheoran, athlète indienne, spécialiste du 400 m
- Patrick Constable, coureur cycliste australien
- Renato Tapia, joueur de football péruvien
- Stef Krul, coureur cycliste néerlandais

## Décès
- Henri Gastaut (né le 5 avril 1915), neurologue français
- Ivano Staccioli (né le 3 janvier 1927), acteur italien
- Jean Bernasconi (né le 23 mai 1927), personnalité politique française
- Luis Federico Cisneros (né le 23 janvier 1926), politicien et général de l'armée péruvienne
- Robert Coffy (né le 24 octobre 1920), prélat catholique
- Sylvia Bossu (née le 20 juin 1962), artiste française d'art contemporain
- Torfi Bryngeirsson (né le 11 novembre 1926), athlète islandais, spécialiste du saut en longueur

## Événements
- Sortie du jeu vidéo College Football USA 96
- Sortie du film d'animation japonais Si tu tends l'oreille